# Anxiety
Anxiety (Ansiedad en Castellano) es una canción de Julia Michaels y Selena Gomez lanzada el 24 de enero de 2019 como parte del 4º disco de estudio de Michaels, "Inner Monologue Part 1" (Traducido como monólogo interno, primera parte), publicado a través de la discográfica Republic Records. La canción ocupa el primer puesto en el EP, y ambas cantantes tienen créditos en la composición de la letra. El tema principal de la canción es el Trastorno de ansiedad, elegido por la cercanía a la vida personal de ambas cantantes, y es una canción pop melódica donde se habla desde la perspectiva de una persona que se siente limitada y frustrada ante los efectos que este trastorno puede provocar en su vida diaria.
La canción no cuenta con un videoclip oficial, así como su lanzamiento como sencillo oficial se limitó al territorio de Australia, donde fue servida a las radios oficiales sirviendo como sencillo principal del disco, convirtiéndose en la canción más añadida a las radios la semana de su lanzamiento oficial. Por este motivo, la canción no entró en las listas oficiales de ventas de la mayor parte de países, obteniendo una máxima posición en Australia en el puesto 67, si bien también consiguió entrar en las listas del Canadá, en una máxima posición de 69, o Irlanda, con una posición máxima de 79. Actualmente, con más de 100 millones de reproducciones en Spotify es la segunda canción más escuchada del EP tras la colaboración con Niall Horan, "What a Time" , que también contó con promoción en las radios australianas. 

## Actuaciones en Directo
Durante la gira en la que estaba inmersa Michaels en promoción del nuevo EP, "The Inner Monologue Tour", Gomez se unió a uno de sus conciertos el 12 de noviembre de 2019 en el Teatro Fonda de Los Ángeles para interpretar por primera, y por el momento única vez, esta canción en directo. Se trata de una actuación bastante intima entre las dos cantantes en la que no hubo una gran puesta en escena. Gomez apareció en el escenario con un traje gris y un top de encaje, y sentada junto a Michaels interpretaron la canción coreadas por los fans que habían acudido al concierto. Se trataba de la primera vez que Gomez pisaba un escenario desde la presentación de su éxito Taki Taki en el Festival de Coachella de ese mismo año, y ambas ofrecieron una interpretación sencilla y armoniosa, en sintonía con el ambiente  y mensaje propio de la canción. Michaels posteriormente publicó la actuación en su cuenta de YouTube, que hasta el momento acumula más de 5 millones de reproducciones. 

## Posicionamiento en Listas
| Listas de Éxitos (Semanal)                 | Mejor Posición |
| ------------------------------------------ | -------------- |
| Australia (ARIA)                           | 67             |
| Canadá (Canadian Hot 100)                  | 69             |
| Irlanda (IRMA)                             | 79             |
| Lituania (AGATA)                           | 91             |
| ° Nueva Zelanda "Hot Singles" (RMNZ)       | 8              |
| ° Suecia "Heatseeker" (Sverigetopplistan)  | 10             |
| ° Estados Unidos Digital Songs (Billboard) | 28             |

``°´´ - Significa que no se trata de la lista general de éxitos de la semana, sino una categoría concreta, como de nuevos lanzamientos en el caso de Nueva Zelanda, o sobre un formato de lanzamiento específico, como es Digital Songs.

## Certificaciones
| País (Organismo Certificador) | Certificación | Unidades Certificadas |
| ----------------------------- | ------------- | --------------------- |
| Brasil (Pro-Música Brasil)    | Oro           | 20.000                |
| Canadá (Music Canada)         | Oro           | 40.000                |

## Historial de Lanzamiento
| País      | Fecha               | Formato             | Discografía      | Ref.   |
| --------- | ------------------- | ------------------- | ---------------- | ------ |
| Varios    | 24 de enero de 2019 | Descarga digital    | Republic Records |        |
| Australia | 24 de enero de 2019 | Radio Contemporánea | Republic Records | [ 18 ] |